# Омар Саїду Талл
Омар Саїду Талл (*1795/1797 — 12 лютого 1864) — засновник імперії тукулерів, фаама (володар) Сеґу в 1861–1864 роках.

## Життєпис
Походив з племені тукулерів, належав до стану торобде. Був десятою дитиною Саїду Талла, релігійного вчителя (торобде), та Сохни Адама Тіам. Народився між 1795 та 1797 роками неподалік міста Подор в імаматі Фута-Торо (долина річки Сенегал).
Здобув освіту у кращих вчителів суфійського братства (таріката) Тіджанія. 1827 року перебував в імперії Массіна. У 1828 році здійснив хадж до Мекки. Перебуваючи в Мецці, завершив навчання і був прийнятий в число духовних лідерів братства Тіджанія. 1830 року повернувся як марабут, отримавши почесне прізвисько Ель-Хадж. Невдовзі обирається халіфом тарікату Тіджанія в Західному Судані. На шляху до дому в Дамаску познайомився та потоваришував з Ібрагім-пашею, сином Мухаммеда Алі, правителя Єгипту.
1833 року навчався в університеті Аль-Азгар в Каїрі. Потім деякий час мешкав у султанаті Борну, під час чого одружився з донькою султана Мухаммеда аль-Канемі.
1835 року повернувся на батьківщину. До 1837 року мешкав в султанаті Сокото. Там же він ознайомився з методами джихаду. Одружився з донькою султана Мухаммеда Белло. У 1837 році він попрямував в Масіну, де владу мав тарікат Кадирія. Його на деякий ув'язнили, поки в 1838 року не був відпущений.
Того ж року прибув до Фута-Джалон, де створив завію. Там він протягом 10 років проповідував і вербував прихильників. 1844 року підтримав клав Алфьайя проти алмьамі Бакарі, якого зрештою було повалено. 
У 1848 році Умару I, альмамі Фута-Джалону, побачив в його зростанні впливу загрозу для себе. Аль-Хадж Омар був змушений перебратися до Дінгірая в Гвінеї, де захопив владу.
Омар організував своїх послідовників у професійну армію чисельністю близько 50 тис. вояків, оснащену британською зброєю. 1850 року почав військові кампанії проти племені малінке, що були немусульманами. 1852 року оголосив джихад всім, хто відмовиться прийняти іслам. До 1853 року підкорив малінке, а також гори Бамбук і долину річки Фалем. Намагався завоювати імамат Фута-Торо, але цьому завадив французький генерал Луї Леон Сезар Федерб.
1854 року Омар завдав поразки Массі Демба, правителю держави Каарта, в битві біля Ніоро, після чого приєднав Каарту до своєї імперії. 1855 року звів тата (форт) Коніакарі поблизу Каєса для захисту від французів. 1857 року вдерся до держави Хассо біля річки Сенегал, але останній прийшли на допомогу французи, що затримали військо Омара біля форта Медіна. У 1860 році підписав договір з Францією, за яким отримував усі раніше захоплені землі, але відмовлявся від Фута-Торо і Хассо.

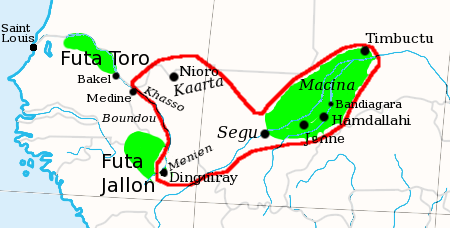
Володіння Омара Талла на момент його смерті 1864 року

В підвладних землях впроваджував закони шаріату, боровся проти анімалістичних культів, забороняв танцювати, вживати тютюн, алкоголь, застосовувати чари, поганські обряди та поклонятися ідолам. Багато неісламських практик було заборонено. Омар Талл скасував податки, замінивши їх закятом, земельними податками та джиззею.
Разом з тим намагався створити централізовану державу. Уся територія поділялася на провінції, де правили паши, військо очолювали беї. Також в кожній провінції зводилася потужна фортеця (тата) з великою залогою.
Після цього розпочав наступ на імперію Сеґу, 1861 року в битві біля Нгано завдавши поразки фааму Алі Діарра, який втік до імперії Массіна. Омар призначив свого сина Ахмаду Талла імамом Сеґу, сам рушив проти Массіна. Протягом трьох битв завдав поразки халіфу Амаду III, після чого захопив столицю ворожої держави Хамдуллахі. В результаті до своєї імперії Омар приєднав значні землі в долині Нігеру. 1863 року захопив місто Тімбукту, завдавши поразки коаліції туарегів, фульбе і маврів, яких підтримав тарікат Кадирія.
Втім невдовзі почалося повстання в раніше захопленій Массіні. В результаті туареги зуміли відбити Тімбукту. Омар опинився затиснутим з боку Ба Лоббо, що оголосив про відродження імперії Массіна, загонами фульбе та Кадирії, яких підтримали племена догонів, оскільки відступаючи Омар вдерся на їх територію в нагір'ї Бандіагара. Зрештою 1864 року в печері Дегембере Омар помер за невідомих обставин. Йому спадкував небіж Тідіані Талл.